# Pero lactelineata
Pero lactelineata är en fjärilsart som beskrevs av W. Warren 1907. Pero lactelineata ingår i släktet Pero och familjen mätare. Inga underarter finns listade i Catalogue of Life.